# Футвил (Висконсин)
Футвил (енгл. Footville) град је у америчкој савезној држави Висконсин.

## Демографија
По попису из 2010. године број становника је 808, што је 20 (2,5%) становника више него 2000. године.
| Група             | 2000.       | 2010.       |
| Белци             | 775 (98,4%) | 794 (98,3%) |
| Афроамериканци    | 2 (0,3%)    | 1 (0,1%)    |
| Азијати           | 0 (0,0%)    | 1 (0,1%)    |
| Хиспаноамериканци | 1 (0,1%)    | 8 (1,0%)    |
| Укупно            | 788         | 808         |